# Marián Studenič
Marián Studenič (* 28. Oktober 1998 in Skalica) ist ein slowakischer Eishockeyspieler, der seit Juli 2024 beim Färjestad BK aus der Svenska Hockeyligan (SHL) unter Vertrag steht und dort auf der Position des Flügelstürmers spielt. Zuvor absolvierte Studenič unter anderem 50 Spiele für die New Jersey Devils, Dallas Stars und Seattle Kraken in der National Hockey League (NHL).

## Karriere

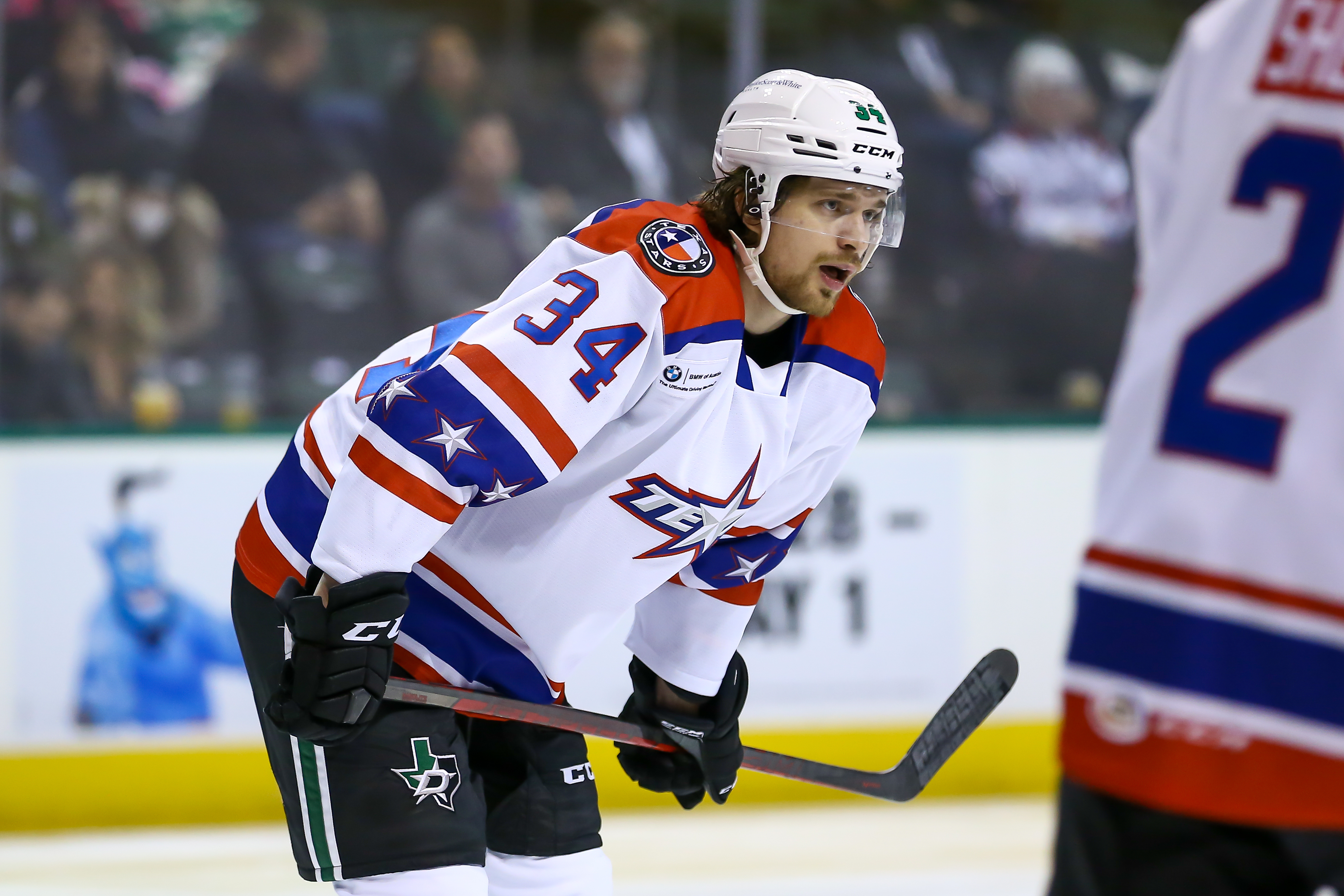
Studenič im Trikot der Texas Stars (2022)

Marián Studenič begann seine Karriere in seiner Heimatstadt beim HK 36 Skalica. In der Spielzeit 2014/15 debütierte er für die Profiabteilung in der Extraliga, spielte aber hauptsächlich weiter im Juniorenbereich. Kurz vor Ende der Spielzeit 2015/16, in der er zum Rookie des Jahres gewählt wurde, wechselte der Stürmer zum HK Dukla Trenčín. Zu Beginn der Spielzeit 2016/17 schloss er sich den Hamilton Bulldogs aus der kanadischen Juniorenliga Ontario Hockey League (OHL) an, die ihn zuvor im CHL Import Draft 2017 an elfter Stelle gezogen hatten. Bei den Bulldogs verbrachte er insgesamt zwei Jahre und gewann mit dem Team im Frühjahr 2018 die Meisterschaft der Liga in Form des J. Ross Robertson Cups. In dieser Zeit wurde der Slowake beim NHL Entry Draft 2017 in der fünften Runde an insgesamt 143. Position von den New Jersey Devils aus der National Hockey League (NHL) ausgewählt.
Im Sommer 2018 wechselte Studenič in deren Organisation, spielte jedoch zunächst für deren damaliges Farmteam Binghamton Devils in der American Hockey League (AHL). Nachdem der Angreifer zu Beginn der Spielzeit 2020/21 an den HC Slovan Bratislava ausgeliehen worden war, debütierte er am 21. April 2021 gegen die Pittsburgh Penguins in der NHL. Insgesamt kam er bis zum Saisonende auch acht NHL-Spiele. In der Folgesaison spielte er zunächst häufiger für die Devils, stand aber auch bei deren neuem Farmteam Utica Comets auf dem Eis. Am 24. Februar 2022 wechselte er zu den Dallas Stars, wurde aber auch dort bald überwiegend beim AHL-Farmteam Texas Stars eingesetzt. Ein Muster, das sich in der Spielzeit 2023/24 auch bei seinem folgenden Arbeitgeber Seattle Kraken wiederholte, die ihn vorwiegend bei den Coachella Valley Firebirds in der AHL auf das Eis schickten. Mit den Firebirds erreichte Studenič die Finalserie um den Calder Cup.
Zur Saison 2024/25 wechselte der Offensivspieler zum Färjestad BK aus der Svenska Hockeyligan (SHL).

### International
Erste internationale Erfahrungen sammelte Studenič beim Europäischen Olympischen Winter-Jugendfestival 2015, als er mit den slowakischen Jungen den fünften Platz belegte. Später nahm er an der U18-Weltmeisterschaften 2016 sowie den U20-Weltmeisterschaften 2017 und 2018 teil.
Mit der A-Nationalmannschaft seines Heimatlandes nahm er an den Weltmeisterschaften 2019 und 2021 sowie an der Qualifikation für die Olympischen Winterspiele 2022 teil. Eigentlich sollte er auch bei der Qualifikation für die Olympischen Winterspiele 2026 Teil des Teams sein, aber verließ auf eigenen Wunsch das Team vor Turnierbeginn. Der Verband gab in seiner Mitteilung Unzufriedenheit mit seiner Rolle im Team als Grund für die Entscheidung des Spielers an.

## Erfolge und Auszeichnungen
- 2016 Rookie des Jahres der Extraliga
- 2018 J.-Ross-Robertson-Cup-Gewinn mit den Hamilton Bulldogs

## Karrierestatistik
Stand: Ende der Saison 2024/25

### International
Vertrat die Slowakei bei:
| - Europäisches Olympisches Winter-Jugendfestival 2015 - U18-Junioren-Weltmeisterschaft 2016 - U20-Junioren-Weltmeisterschaft 2017 - U20-Junioren-Weltmeisterschaft 2018 | - Weltmeisterschaft 2019 - Weltmeisterschaft 2021 - Qualifikationsturnier für die Olympischen Winterspiele 2022 - Qualifikationsturnier für die Olympischen Winterspiele 2026 |

(Legende zur Spielerstatistik: Sp oder GP = absolvierte Spiele; T oder G = erzielte Tore; V oder A = erzielte Assists; Pkt oder Pts = erzielte Scorerpunkte; SM oder PIM = erhaltene Strafminuten; +/− = Plus/Minus-Bilanz; PP = erzielte Überzahltore; SH = erzielte Unterzahltore; GW = erzielte Siegtore; 1 Play-downs/Relegation; Kursiv: Statistik nicht vollständig)